# 卡達里亞爾
里亞爾（阿拉伯語： ‎，貨幣編號：QAR）為卡達流通貨幣。輔幣單位迪拉姆，1里亞爾=100 迪拉姆。 

## 流通中的貨幣

### 硬幣
- 1 迪拉姆
  - 正面：卡塔尔国徽、年份
  - 背面：面值、國家名稱
- 5 迪拉姆
  - 正面：卡塔尔国徽、年份
  - 背面：面值、國家名稱
- 10 迪拉姆
  - 正面：卡塔尔国徽、年份
  - 背面：面值、國家名稱
- 25 迪拉姆
  - 正面：卡塔尔国徽、年份
  - 背面：面值、國家名稱
- 50 迪拉姆
  - 正面：卡塔尔国徽、年份
  - 背面：面值、國家名稱

### 紙幣

卡達現在流通的紙幣系列。

- 1 里亞爾
  - 正面：卡塔尔国徽，國旗，阿拉伯式門
  - 背面：珍珠貝紀念碑，帆船
- 5 里亞爾
  - 正面：卡塔尔国徽，國旗，阿拉伯式門
  - 背面：當地動物
- 10 里亞爾
  - 正面：卡塔尔国徽，國旗，阿拉伯式門
  - 背面：現代建築物，體育館，塔樓。
- 50 里亞爾
  - 正面：卡塔尔国徽，國旗，阿拉伯式門
  - 背面：現代建築物
- 100 里亞爾
  - 正面：卡塔尔国徽，國旗，阿拉伯式門
  - 背面：清真寺
- 200 里亞爾
  - 正面：卡塔尔国徽，國旗，阿拉伯式門
  - 背面：機場
- 500 里亞爾
  - 正面：卡塔尔国徽，國旗，阿拉伯式門
  - 背面：碼頭，LPG運輸船